# Euproctis metatropa
Euproctis metatropa är en fjärilsart som beskrevs av Collenette 1947. Euproctis metatropa ingår i släktet Euproctis och familjen tofsspinnare. Inga underarter finns listade i Catalogue of Life.